# Annachlamys iredalei
Annachlamys iredalei är en musselart som först beskrevs av Powell 1958.  Annachlamys iredalei ingår i släktet Annachlamys och familjen kammusslor. Inga underarter finns listade i Catalogue of Life.